# Kamienica przy ulicy Józefa Brodowicza 11 w Krakowie
Kamienica przy ulicy Józefa Brodowicza 11 – zabytkowa kamienica znajdująca się w Krakowie, w dzielnicy II przy ulicy Józefa Brodowicza, na Grzegórzkach.
Kamienica została wzniesiona w latach 1933–1934 według projektu architekta Franciszka Korfela.
Budynek znajduje się w gminnej ewidencji zabytków.